# Eiken-ruigsprietboktor
De eiken-ruigsprietboktor (Exocentrus adspersus) is een keversoort uit de familie van de boktorren (Cerambycidae). De wetenschappelijke naam van de soort werd voor het eerst geldig gepubliceerd in 1846 door Mulsant.